# Husaberg
La Husaberg era una casa motociclistica svedese, nata nel 1988 in seguito all'acquisizione di Husqvarna da parte della Cagiva. Lo slogan era anche Ready to Race, compare sul catalogo dei modelli del 2000 poi venne acquistato da KTM che la rilevò nel 2014

## Storia
Un gruppo di ingegneri scandinavi fondò una nuova Casa che cercasse di rinverdire i fasti dell'ormai decaduta Husqvarna, pur senza grande disponibilità economica, specializzandosi nella produzione di moto a quattro tempi. La scelta si rivelò azzeccata, così come azzeccati furono gran parte degli ingaggi dei piloti che avrebbero dovuto portare in alto il nome Husaberg nel motocross e nell'enduro: Walter Bartolini, Anders Eriksson e Jaroslav Katrinak.
Il nome della casa svedese, però, è legato indissolubilmente a quello di un pilota in particolare, il belga Joël Smets, che vinse tre Campionati del Mondo di motocross classe 500 (1995, 1997 e 1998) e una lunghissima serie di affermazioni internazionali.
Gli ultimi successi sono la vittoria nel Mondiale enduro 2012 (classi E2 e Junior) da parte dei francesi Pierre-Alexandre Renet e Mathias Bellino.
Dal 2014, con l'acquisizione di Husqvarna da parte di KTM, Husaberg viene riunita al più antico e conosciuto marchio svedese da cui era nata. Il marchio non compare più né sulle moto per il mercato né su quelle per le competizioni.

## Modelli

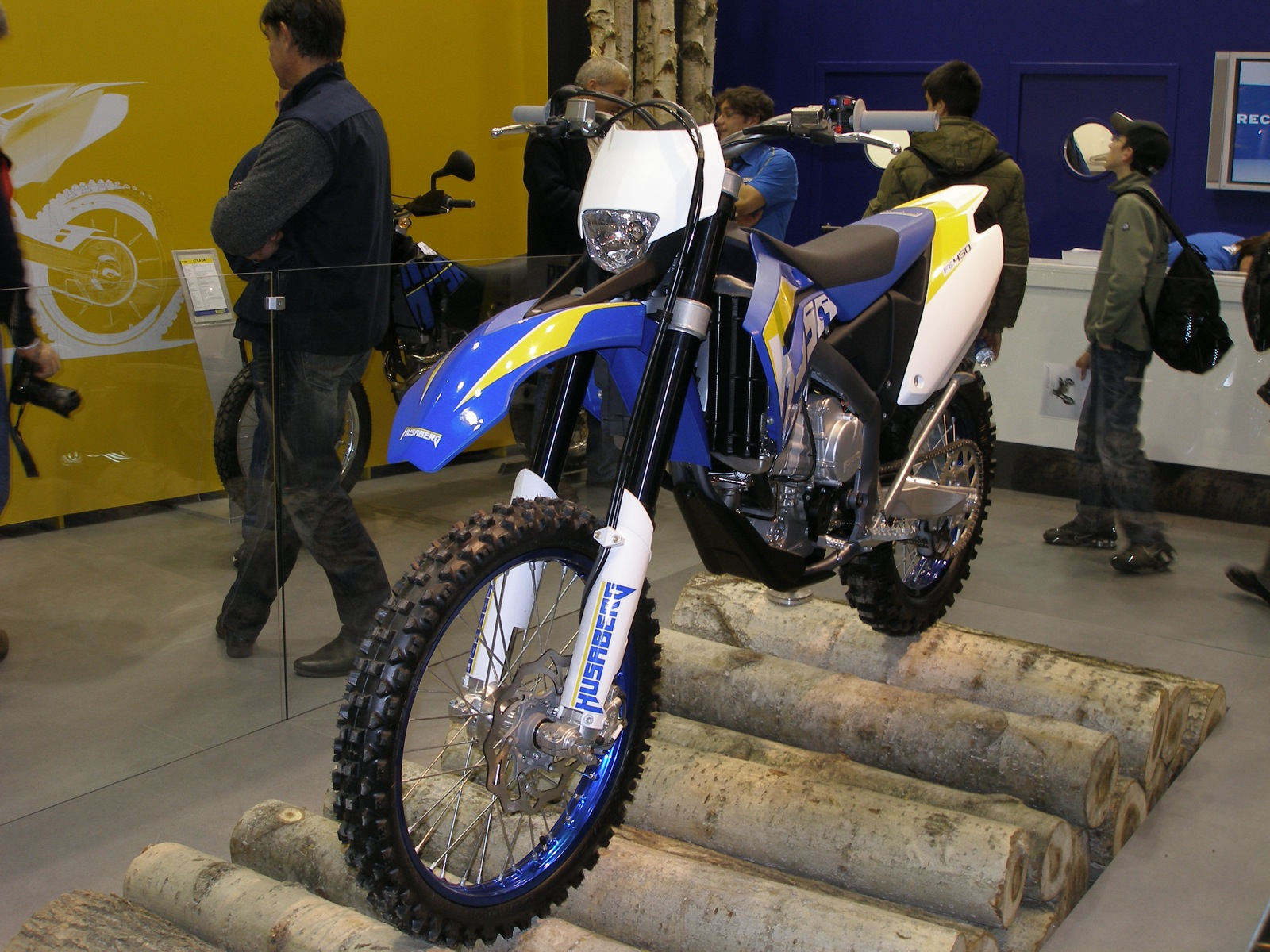
Husaberg FE 450 2007

A partire dal 1995 la casa è stata acquisita dalla KTM, che la usa un po' come sua "succursale".
L'ultima produzione della casa è stata di 7 modelli da enduro di cui quattro a quattro tempi (FE 250, FE 350, FE 450, FE 501) e tre a due tempi (TE 125, TE 250, TE 300) tutte motorizzate KTM.
Attualmente le stesse moto sono sul mercato con marchio Husqvarna.
Cilindrate prodotte:
- 125 2T, Prodotta dal 2011 con motore KTM
- 250 2T, Prodotta dal 2011 (introdotto a fine 2010) con motore KTM
- 300 2T, Prodotta dal 2011 (introdotto a fine 2010) con motore KTM
- 350 4T, Prodotta dal 1990 fino al 1999 e dal 2013 (introdotto a fine 2012) con motore KTM
- 390 4T, Prodotta dal 2010 fino al 2012
- 400 4T, Prodotta dal 1996 fino al 2003
- 450 4T, Prodotta dal 2003 (dal 2013 con motore KTM)
- 470 4T, Prodotta dal 2001 fino al 2002
- 501 4T, Prodotta dal 1989 fino al 2004 e dal 2013 (introdotto a fine 2012) con motore KTM
- 550 4T, Prodotta dal 2001 fino al 2008
- 570 4T, Prodotta dal 2009 fino al 2012
- 600 4T, Prodotta dal 1992 fino al 2000
- 650 4T, Prodotta dal 2001 fino al 2008

Il nome del modello è composto da 2 lettere, seguite dalla cilindrata, queste lettere hanno un preciso significato:
- 1°, indica la tipologia di motore, 2 o 4 tempi, rispettivamente "T" e "F"
- 2°, indica la versione della moto, cross, enduro o supermotard, rispettivamente "C" o "X", "E" e "S"

## Records
Nel marzo 2012, tre motociclisti hanno stabilito il record di altitudine massima raggiunta in moto, utilizzando tre Husaberg FE 570 portandole fino alla cima del vulcano cileno l'Ojos del Salado, il più alto del mondo.